# آیانو اگامی
آیانو اگامی (انگلیسی: Ayano Egami؛ زادهٔ ۱ آوریل ۱۹۸۰) شناگر موزون اهل ژاپن است.